# Феміністичний погляд на БДСМ
Феміністичні погляди на БДСМ широко варіюються від схвалення до цілковитого заперечення. БДСМ асоціюється з рабством і дисципліною, домінуванням, підкоренням і садомазохізмом. Радикальні феміністки, такі як Андреа Дворкін, розглядають БДСМ як форму насильства, спрямованого на мізогінію. Деякі феміністки, такі як Гейл Рубін, сприймають БДСМ як допустиму форму вираження жіночої сексуальності. Все ж, деякі феміністки-лесбійки практикують БДСМ і розглядають його як частину своєї сексуальної ідентичності.

## Історія
Історичні відносини між феміністками та практиками БДСМ були суперечливими. Дві найбільш протилежні позиції відображають тих, хто вважає, що фемінізм та БДСМ є взаємозаперечними речами, і тих, хто вважає, що практика БДСМ є фундаментальним вираженням сексуальної свободи. Значна частина суперечок залишилася від феміністичних секс-війн (гострі дебати з питань сексу) та дискусій між феміністками, які виступають проти порнографії, та феміністками, які виступають за порнографію.
У 1970-х з'явилося багато різних напрямків феміністичного руху. Як пише Ендрю Макбрайд: «Протягом 1970-х років у феміністичному русі домінували дискусії про лесбійський фемінізм. Однак наприкінці десятиліття розмови всередині фемінізму почали зосереджуватися на новій темі: сексуальності. Це охоплювало сексуальність усіх типів, а не тільки лесбійську. У дискусії та дебати були додані гетеросексуальність, порнографія, садомазохізм, чоловічі/жіночі ролі та проституція». Багато з учасниць руху заявили, що БДСМ шкодить жінці.
Протягом 1980-х дебати продовжувалися, привернувши увагу кількох вчених, які намагалися розібратися, чому стався такий злам думок. Арділл та О'Салліван пояснили історію на прикладі конфлікту в Лондонському центрі лесбійок та ґеїв. Подібні конфлікти були продовженням проблем, що виникли ще в 1970-х. Так у Нью-Йорку з'явилася «Лесбійська секс-мафія», заснована Дороті Еллісон, яка виступала за секс-позитивний фемінізм і просувала ідею, що всі жінки мають право досліджувати свою сексуальність будь-якими способами, які вважають за потрібне. Суперечлива Барнардська конференція з питань сексуальності 1982 року, яка привернула увагу академічних феміністок до зазначених питань, часто розглядається як офіційний початок феміністичних секс-війн.
У 1990-х феміністичні дослідниці продовжували аналізувати та застосовувати різні феміністичні академічні рамки до питань сексуальності та БДСМ, намагаючись знайти спосіб подолати розрив між двома групами думок. Гопкінс у 1994 році застосувала критичний аналіз до феміністичних поглядів на садомазохістські дії. Зрештою, вона вказує, що питання не настільки конкретне, і що, можливо, доведеться детальніше вивчити концепції. У 1995 році Тереза Горнсбі також застосувала феміністичні рамки до теми БДСМ і прийшла до висновку, що вони не суперечать один одному.
Після 2000 року технологічний прогрес відкрив світ для більшої кількості людей, і БДСМ почав все більше проникати в масову культуру. Манеша Декха застосувала постколоніальний феміністичний підхід, де вона пропонує розглядати БДСМ як культурну практику. Крім того, Декха провела роботу над концепціями згоди та законності БДСМ, зокрема розглядаючи питання, чи можуть жінки давати згоду і чи повинна діяльність БДСМ регулюватися в контексті насильства або в контексті сексуальності.

### Сучасні феміністичні погляди
Сучасні феміністичні погляди на БДСМ-практики продовжують залишатися суперечливими й не збігаються один з одним. Деякі феміністки вважають БДСМ ідеальним феміністичним вираженням сексуальної свободи, тим часом інші феміністки стверджують, що БДСМ зміцнює патріархат і що ці практики суперечать фемінізму. Феміністки, які вважають, що БДСМ суперечить фемінізму, також часто вважають, що жінки, які беруть участь у БДСМ-практиках, і особливо ті, хто грає в них покірну роль, були змушені через поширені сексистські міркування повірити в те, що вони отримують задоволення від цих дій. Ця точка зору стверджує, що особи, які отримують задоволення від покірної ролі в ліжку, насолоджуються лише тому, що їх змусили повірити, що це те, чого від них очікують, і що вони повинні отримувати від цього задоволення; окрім цього, якби ці жінки могли дослідити свої сексуальні бажання без впливу сексистського суспільного тиску, вони могли б прийти до зовсім інших висновків про те, що їм подобається.